# Disneynature
Disneynature est la branche du studio Walt Disney Pictures basée à Paris chargée de produire des films documentaires sur la nature créée en 2008 par le directeur général de The Walt Disney Company France, Jean-François Camilleri.
Une société nommée Disney Nature Productions a été dissoute le 24 septembre 2014 toutefois la marque Disneynature reste utilisée par Walt Disney Pictures.

## Historique
Le projet d'un label pour les films documentaires sur la nature est lancé à l'initiative de Jean-François Camilleri en 2008 après le succès critique et commercial de La Marche de l'empereur (Luc Jacquet, 2004) coproduit et distribué en France par Buena Vista Pictures Distribution (devenue en 2007 Walt Disney Studios Distribution). Le P.-D.G. de The Walt Disney Company France présente alors son objectif à Robert Iger, P.-D.G. de The Walt Disney Company. Son idée est d'autant plus convaincante qu'elle ressemble à la série de courts et longs-métrages documentaires intitulée True Life Adventures produits par The Walt Disney Company entre 1948 et 1960, récompensée à plusieurs reprises par des Oscars du cinéma. Dick Cook, président de Walt Disney Studios Entertainment annonce la création du studio Disneynature au public le 21 avril 2008. Jean-François Camilleri est désigné comme directeur de cette branche.
Le premier film que Disneynature produit est Les Ailes pourpres : Le Mystère des flamants en 2008. Des films sur les orangs-outans, les abeilles, des félins et des chimpanzés sont d'ores et déjà planifiés par le studio qui compte en effet produire environ un film par an pour un budget compris entre 2 et 7 millions d'euros par documentaire.
Une société nommée Disney Nature Productions a été dissoute le 24 septembre 2014 toutefois la marque Disneynature reste utilisée par Walt Disney Pictures.
En 2014, The Walt Disney Company tente d'étendre son activité en Asie. De cette façon, elle passe un accord en novembre avec Shanghai Media Group qui développera dorénavant des séries télévisées, coproduira des films mais sera également amené à distribuer des œuvres et à participer à leur promotion en Chine. Ainsi, le film documentaire Nés en Chine sorti en 2017 est issu d'une coproduction entre les deux sociétés. Après dix ans d'existence, le studio a produit dix films et distribué douze. À la sortie au cinéma de Blue en 2018, Jean-François Camilleri annonce que deux autres films sont en cours de tournage, l'un montrant les manchots Adélie en Antarctique et l'autre se passant en Afrique tandis que deux autres films sont en développement.
Pour chacun des films, Disneynature finance des ONG de défense de l'environnement, par exemple la Fondation Jane Goodall pour le film Chimpanzés en 2013, Save our Species pour Grizzly en 2014, la Fondation Nicolas Hulot pour la nature et l'homme en 2016 pour Au Royaume des Singes ou encore la Fondation Tara Expéditions pour Blue en 2018.
En plus de ses activités dans le cinéma, Disneynature a lancé plusieurs médias, notamment une chaîne de télévision le 26 avril 2012 (diffusée en France sur les services de télévision de Orange et SFR), intitulée Disneynature TV, ainsi qu'une webradio éphémère (du 22 avril au 26 avril 2009) du nom de Disneynature Radio à l'occasion du Jour de la Terre et ayant pour vocation de diffuser des émissions talk-show, des interviews et de la musique sur le thème de la nature et de la préservation de l'environnement. Sur son site Web lancé en 2014 appelé Zoom by Disneynature, le studio entend couvrir l'actualité concernant la faune et la flore,. Le 22 avril 2018, Disneynature présente la bande annonce de Penguins prévu pour 2019.

## Filmographie
- 2005 : La Marche de l'empereur de Luc Jacquet (a intégré la collection vidéo Disneynature en 2010)
- 2007 : Un jour sur Terre de Mark Linfield et Alastair Fothergill[14]
- 2008 : Les Ailes pourpres : Le Mystère des flamants de Matthew Aeberhard et Leander Ward
- 2010 : Océans de Jacques Perrin et Jacques Cluzaud[15]
- 2011 : Pollen de Louie Schwartzberg
- 2012 : Félins de Keith Scholey et Alastair Fothergill
- 2013 : Chimpanzés de Mark Linfield et Alastair Fothergill
- 2013 : Le Plus Beau Pays du monde de Frédéric Fougea
- 2014 : Grizzly de Alastair Fothergill, Keith Scholey et Adam Chapman
- 2015 : Au Royaume des Singes de Mark Linfield et Alastair Fothergill
- 2016 : Nés en Chine de Lu Chuan
- 2016 : Grandir de Mark Linfield et Keith Scholey
- 2017 : L'Empereur de Luc Jacquet
- 2017 : La Reine de la montagne (Ghost of the Mountains) de Ben Wallis[16]
- 2017 : Expedition China (titre original) de Ben Wallis
- 2018 : Blue de Keith Scholey et Alastair Fothergill
- 2019 : Penguins d'Alastair Fothergill et Jeff Wilson
- 2020 : Eléphants avec Mark Linfield et Vanessa Berlowitz
- 2022 : Polar Bears
- 2024 : Tigres